# Izumozaki
Izumozaki (出雲崎町, Izumozaki-machi) est un bourg du district de Santō, dans la préfecture de Niigata, au Japon.

## Géographie

### Démographie
Au 1er mai 2014, la population d'Izumozaki s'élevait à 4 578 habitants répartis sur une superficie de 44,38 km2.

## Personnalités
- Le moine bouddhiste et poète Ryôkan y est né en 1758[1].